# Xeno
Xeno — серия японских ролевых игр, созданная японским геймдизайнером и сценаристом Тэцуей Такахаси. Первая игра серии была разработана и выпущена компанией Square, последующие разрабатывались на студии Monolith Soft, основанной Такахаси после его ухода из Square в 1999 году. Хотя большинство игр серии не имеет прямых сюжетных связей, их объединяют общие темы и образы; Такахаси использовал название Xeno как часть названия всех игр, подчеркивая, что все они принадлежат одному и тому же автору. Действие игр серии происходит в различных вымышленных научно-фантастических вселенных с долей фэнтези; в сюжетах игр часто присутствуют психологические и религиозные темы.
Концепция Xenogears, первоначально созданная Такахаси и его супругой Сораей Сагой для серии Final Fantasy, была сочтена руководством Square слишком мрачной и запутанной и превращена в отдельный, не связанный с этой серией проект. Позже Такахаси вместе с несколькими сотрудниками основал собственную студию Monolith Soft, выпустив несколько игр под названием Xenosaga. Как Xenogears, так и Xenosaga задумывались как серии из шести частей каждая, но эти планы пришлось урезать. Xenoblade Chronicles разрабатывалась как оригинальная игра, никак не связанная с предыдущими играми. Все игры серии получали положительные оценки критики и коммерческий успех, подсерия Xenosaga также послужила основой для аниме и манги.

## Состав

### Игры
| 1998 | Xenogears                                          |
| 1999 |                                                    |
| 2000 |                                                    |
| 2001 |                                                    |
| 2002 | Xenosaga Episode I: Der Wille zur Macht            |
| 2003 |                                                    |
| 2004 | Xenosaga Episode II: Jenseits von Gut und Bose     |
| 2005 |                                                    |
| 2006 | Xenosaga Episode III: Also sprach Zarathustra      |
| 2007 |                                                    |
| 2008 |                                                    |
| 2009 |                                                    |
| 2010 | Xenoblade Chronicles                               |
| 2011 |                                                    |
| 2012 |                                                    |
| 2013 |                                                    |
| 2014 |                                                    |
| 2015 | Xenoblade Chronicles 3D                            |
| 2015 | Xenoblade Chronicles X                             |
| 2016 |                                                    |
| 2017 | Xenoblade Chronicles 2                             |
| 2018 | Xenoblade Chronicles 2: Torna – The Golden Country |
| 2019 |                                                    |
| 2020 | Xenoblade Chronicles: Definitive Edition           |
| 2021 |                                                    |
| 2022 | Xenoblade Chronicles 3                             |
| 2023 | Xenoblade Chronicles 3: Future Redeemed            |
| 2024 |                                                    |
| 2025 | Xenoblade Chronicles X: Definitive Edition         |

Xenogears — первая игра в серии Xeno, которая вышла на Playstation в 1998 году и была разработана компанией Square Soft. Игра совмещает в себе, как научную фантастику, так и фэнтези. Сценарий написал Тэцуя Такахаси вместе с Сораей Сагой для Final Fantasy VII, но из-за того, что сюжет был чересчур жестоким и мрачным, он был отвергнут. Создатель Final Fantasy, Хиронобу Сакагути, предложил Такахаси создать отдельную игру, которая в дальнейшем и превратилась в Xenogears. Первоначально планировалось 6 частей игры, но все они были отменены из-за чрезмерной амбициозности сценария.
Xenosaga — трилогия в жанре космической оперы, которую Тэцуя Такахаси разработал уже под издательством Bandai Namco в своей собственной студии Monolith Soft. Является духовным наследником Xenogears. Изначально планировалось 6 частей игры, но последние три были отменены, а сценарий 3 части полностью изменён так, чтобы закончить сюжет на нём.
Xenoblade — серия, разработанная под издательством Nintendo. На данный момент имеются четыре игры — Xenoblade Chronicles (2010), Xenoblade Chronicles X (2015), Xenoblade Chronicles 2 (2017) и Xenoblade Chronicles 3 (2022).
К Xenoblade Chronicles 2 вышло масштабное дополнение под названием Torna — The Golden Country (2018)
В 2023 году вышло масштабное сюжетное дополнение к Xenoblade Chronicles 3 под названием Xenoblade Chronicles 3: Future Redeemed.

## Общие элементы

### Вселенная
Xenogears и Xenosaga происходят во вселенной, где человечество давно покинуло Землю.
Действия Xenogears происходят на отдалённой экзопланете, когда как Xenosaga охватывает множество планет и звёздных систем.
Xenoblade Chronicles, Xenoblade Chronicles 2 и Torna — The Golden Country происходят на Земле и в других измерениях.
Xenoblade Chronicles X так же происходит на экзопланете в неизвестной звёздной системе.

### Сюжет
Xenogears — космический корабль, на борту которого был сверхразвитый ИИ, рухнул на неизвестную планету, на которой со временем зародилась жизнь.
Xenosaga — эпическая космическая опера, которая охватывает не только множество планет и систем, но и всю вселенную.
Xenoblade Chronicles (1) — действие происходит в бесконечном море, на поверхности которого стоят два мёртвых Титана. Игра происходит на этих Титанах.
Xenoblade Chronicles: Future Connected — действие происходит спустя год, после сюжета первой части. Главный герой попадает на ранее неизведанные земли.
Xenoblade Chronicles X — после уничтожения Земли человечество пыталось скрыться от неизвестных инопланетных рас и в итоге один из кораблей рухнул на неизвестной планете.
Xenoblade Chronicles 2 — действие происходит в бесконечном море облаков, человечество живёт на живых Титанах, размеры которых разнятся от маленьких до огромных.
Xenoblade Chronicles 2: Torna — The Golden Country — действие происходит в том же мире, что и в Xenoblade Chronicles 2, но события игры происходят на 500 лет раньше.
Xenoblade Chronicles 3 — история происходит спустя несколько веков, после действий первой и второй части. Главные герои пытаются спасти мир получившийся в результате слияния миров Xenoblade 1 и 2.
Xenoblade Chronicles 3: Future Redeemed — события происходят спустя некоторое время после слияния миров первой и второй части. Среди главных героев будут персонажи первой и второй части серии.

### Игровой процесс
Игровой процесс Xenogears и Xenosaga представляет из себя пошаговые бои, которые несколько отличались от обычных японских ролевых игр, ввиду того, что тут присутствовали комбо из различных ударов, комбинируя которые, можно было наносить больше урона. Так же в обеих сериях имелись роботы, на которых так же можно было сражаться.
В серии Xenoblade Chronicles боевая система стала происходить в реальном времени, где игрок может контролировать любого персонажа из партии, прокачивать его и взаимодействовать с остальными персонажами в бою.
Боевая система каждой игры из серии Xenoblade разительно отличаются друг от друга.

## Аудио

### Музыка
Музыку для Xenogears и Xenosaga Episode I написал японский композитор Ясунори Мицуда. Для Xenoblade Chronicles он был композитором песни из концовки игры, а в Xenoblade Chronicles 2 и Torna — The Golden Country выступал в качестве продюсера, а так же был одним из композиторов.
Музыку для Xenosaga Episode II и Xenosaga Episode III писали Юки Кадзиура и Синдзи Хоссе.
Для Xenoblade Chronicles, Xenoblade Chronicles 2 и Torna — The Golden Country большая часть саундтрека была написана такими композиторами, как Манами Киёта, ACE, Кэндзи Хирамацу.
Композитором Xenoblade Chronicles X выступил Хироюки Савано.

| Игра                                               | GameRankings | Metacritic |
| -------------------------------------------------- | ------------ | ---------- |
| Xenogears                                          | 90,99 %      | 84/100     |
| Xenosaga Episode I                                 | 83,87 %      | 83/100     |
| Xenosaga Episode II                                | 73,53 %      | 73/100     |
| Xenosaga Episode III                               | 82,67 %      | 81/100     |
| Xenoblade Chronicles                               | 91,74 %      | 92/100     |
| Xenoblade Chronicles X                             | 83,88 %      | 84/100     |
| Xenoblade Chronicles 2                             | 82,83 %      | 83/100     |
| Xenoblade Chronicles 2: Torna – The Golden Country | 82,61 %      | 80/100     |